# Symplectoscyphus ritchiei
Symplectoscyphus ritchiei är en nässeldjursart som först beskrevs av Briggs 1915.  Symplectoscyphus ritchiei ingår i släktet Symplectoscyphus och familjen Sertulariidae. Inga underarter finns listade i Catalogue of Life.